# Юсупов, Эркин Юсупович
Эркин Юсупович Юсупов (15 марта 1929, Ташкент, Узбекская ССР, СССР — 5 августа 2003) — советский и узбекский учёный, государственный деятель, Председатель Верховного Совета Узбекской ССР (1983—1985), член-корреспондент РАН.

## Биография
Член КПСС (с 1958). Окончил Московский областной педагогический институт имени Н. К. Крупской. Доктор философских наук (1966).
С 1955 г. — заведующий кафедрой философии Ташкентского педагогического института им. Низами. Область научной работы — исторический и диалектический материализм, история и теория научного атеизма.
В конце 1980-х гг. — начале 1990-х гг. — ректор Ташкентского государственного университета.
Член-корреспондент Академии наук СССР c 23 декабря 1987 г. — Отделение философии и права (научный коммунизм, социально-политические проблемы социализма). Действительный член Академии наук Узбекистана (1979).
В 1983—1985 гг. — председатель Верховного Совета Узбекской ССР. Народный депутат СССР от Всесоюзного общества «Знание» (1989—1991). Член Комитета Верховного Совета СССР по международным делам. Член Комиссии по вопросам депутатской этики.

## Научные труды
- «Марксизмнинг пайдо бўлиши-философияда революция», Ташкент, 1960,
- «Одамнинг пайдо бўлиши тўчрисида фан ва дин», Ташкент, 1961,
- «Взаимосвязь и единство основных логических форм». Ученые записки Ташкентского государственного педагогического института, 1956, вып. 3;
- «Уничтожение противоположности между городом и деревней в ранее отсталых странах», Ташкент, 1964,
- «Сотрудничество социалистических наций и развитие науки в Узбекистане» / Эркин Юсупович Юсупов, Ташкент : о-во «Знание» УзССР, 1982.